# Лебединск
 Лебединск  — деревня в Кильмезском районе Кировской области в составе Дамаскинского сельского поселения.

## География
Расположен на расстоянии примерно 23 км по прямой на юго-восток от райцентра поселка Кильмезь.

## История
Известна с 1926 года как выселок Лебедевский, в котором учтено хозяйств 24 и жителей 112, в 1950 уже Лебединск с 10 жителями.

## Население
Постоянное население составляло 1 человек (мари 100%) в 2002 году, 1 в 2010.